# Cylindromyia euchenor
Cylindromyia euchenor är en tvåvingeart som först beskrevs av Walker 1849.  Cylindromyia euchenor ingår i släktet Cylindromyia och familjen parasitflugor. Inga underarter finns listade i Catalogue of Life.